# Jonas Lössl
Jonas Lössl, né le 1er février 1989 à Kolding au Danemark, est un footballeur international danois qui évolue au poste de gardien de but au FC Midtjylland.

## Carrière en club

### FC Midtjylland
Lössl a commencé sa carrière dans les équipes jeunes du Kolding IF avant de rejoindre le centre de formation du FC Midtjylland. Il joue ses premiers matchs avec l'équipe première lors de la saison 2009-2010. En avril 2010, il prolonge son contrat avec le FC Midtjylland de quatre saisons. Ses bonnes performances en club ont alerté le sélectionneur danois Morten Olsen qui le convoque. Le 7 septembre 2010, Jonas Lössl s’assoit sur le banc pendant que la sélection danoise gagne 1-0 contre l'Islande en éliminatoires de la Coupe du monde.

### EA Guingamp
Le 5 juin 2014, Jonas Lössl signe un contrat de quatre ans avec l'En avant Guingamp.
Il est le numéro un dans les cages bretonnes deux saisons durant, parvenant à aider le club à atteindre les seizièmes de finale de la Ligue Europa, ainsi que se maintenir en Ligue 1.

### FSV Mayence
Lors de l'été 2016, il rejoint la Bundesliga en signant en faveur du FSV Mayence. Il joue la majeure partie du championnat et dispute la Ligue Europa.

### Huddersfield Town
En été 2017, il signe pour un prêt d'un an, et rejoint la Premier League dans le club promu de Huddersfield Town.
Il s'engage pour une saison avec le club anglais en 2018 et dispute trente-deux matchs au cours de la saison 2018-2019.

### Everton FC
Le 24 mai 2019, Lössl s'engage pour trois saisons avec l'Everton FC, le transfert prenant effet à l'issue de son contrat avec Huddersfield le 1er juillet suivant. Il ne joue aucun match au cours de la première partie de saison, et retourne à Huddersfield Town sous forme de prêt le 31 janvier 2020.

### Retour au FC Midtjylland
Le 1er février 2021, il est transféré à Midtjylland.
Le 22 février 2023, Lössl prolonge son contrat avec le FC Midtjylland, étant alors lié au club jusqu'en juin 2026.

## En sélection nationale
Jonas Lössl est appelé pour la première fois en sélection le 7 septembre 2010 lors d'une victoire un à zéro contre l'Islande comptant pour les éliminatoires de la coupe de monde mais reste sur le banc.
Il joue son premier match international le 29 mars 2016 lors d'un match amical contre l'Écosse en entrant en jeu à la mi-temps.

## Statistiques
| Saison                | Club                     | Championnat           | Championnat | Championnat | Coupe(s) nationale(s) | Coupe(s) nationale(s) | Compétition(s) continentale(s) | Compétition(s) continentale(s) | Compétition(s) continentale(s) | Danemark | Danemark | Total | Total |
| Saison                | Club                     | Division              | M.          | B.          | M.                    | B.                    | Comp.                          | M.                             | B.                             | M.       | B.       | M.    | B.    |
| 2009-2010             | FC Midtjylland           | SAS Ligaen            | 12          | 0           | 3                     | 0                     | -                              | -                              | -                              | -        | -        | 15    | 0     |
| 2010-2011             | FC Midtjylland           | SAS Ligaen            | 30          | 0           | 3                     | 0                     | -                              | -                              | -                              | -        | -        | 33    | 0     |
| 2011-2012             | FC Midtjylland           | SAS Ligaen            | 25          | 0           | -                     | -                     | -                              | -                              | -                              | -        | -        | 25    | 0     |
| 2012-2013             | FC Midtjylland           | SAS Ligaen            | 27          | 0           | 1                     | 0                     | C3                             | 2                              | 0                              | -        | -        | 30    | 0     |
| 2013-2014             | FC Midtjylland           | SAS Ligaen            | 33          | 0           | 1                     | 0                     | -                              | -                              | -                              | -        | -        | 34    | 0     |
| Sous-total            | Sous-total               | Sous-total            | 127         | 0           | 8                     | 0                     | -                              | 2                              | 0                              | -        | -        | 137   | 0     |
| 2014-2015             | EA Guingamp              | Ligue 1               | 30          | 0           | 3                     | 0                     | C3                             | 7                              | 0                              | -        | -        | 40    | 0     |
| 2015-2016             | EA Guingamp              | Ligue 1               | 37          | 0           | 5                     | 0                     | -                              | -                              | -                              | 1        | 0        | 43    | 0     |
| Sous-total            | Sous-total               | Sous-total            | 67          | 0           | 8                     | 0                     | -                              | 7                              | 0                              | 1        | 0        | 83    | 0     |
| 2016-2017             | FSV Mayence              | Bundesliga            | 27          | 0           | 2                     | 0                     | C3                             | 5                              | 0                              | -        | -        | 34    | 0     |
| 2017-2018             | Huddersfield Town (prêt) | Premier League        | 38          | 0           | 2                     | 0                     | -                              | -                              | -                              | -        | -        | 40    | 0     |
| Sous-total            | Sous-total               | Sous-total            | 65          | 0           | 4                     | 0                     | -                              | 5                              | 0                              | -        | -        | 74    | 0     |
| 2018-2019             | Huddersfield Town        | Premier League        | 31          | 0           | 1                     | 0                     | -                              | -                              | -                              | -        | -        | 32    | 0     |
| Sous-total            | Sous-total               | Sous-total            | 31          | 0           | 1                     | 0                     | -                              | -                              | -                              | -        | -        | 32    | 0     |
| 2019-2020             | Everton FC               | Premier League        | -           | -           | -                     | -                     | -                              | -                              | -                              | -        | -        | 0     | 0     |
| Sous-total            | Sous-total               | Sous-total            | -           | -           | -                     | -                     | -                              | -                              | -                              | -        | -        | 0     | 0     |
| 2019-2020             | Huddersfield Town (prêt) | Championship          | 15          | 0           | -                     | -                     | -                              | -                              | -                              | -        | -        | 15    | 0     |
| Sous-total            | Sous-total               | Sous-total            | 15          | 0           | -                     | -                     | -                              | -                              | -                              | -        | -        | 15    | 0     |
| Total sur la carrière | Total sur la carrière    | Total sur la carrière | 305         | 0           | 21                    | 0                     | -                              | 14                             | 0                              | 1        | 0        | 341   | 0     |

## Palmarès

### En club
Il est finaliste de la Coupe du Danemark en 2010 et 2011 avec le FC Midtjylland.